# سیارک ۴۳۶۷
سیارک ۴۳۶۷ (به انگلیسی: 4367 Meech، نامگذاری:1981EE43) چهار هزار و سیصد و شصت و هفتمین سیارک کشف شده‌است که در ۲ مارس ۱۹۸۱ کشف شد.
قدر مطلق سیارک برابر ۱۲٫۵۰ است.